# NGC 7839
NGC 7839 (другие обозначения — PGC 539) — двойная звезда в созвездии Пегас.
Этот объект входит в число перечисленных в оригинальной редакции «Нового общего каталога».
Объект был обнаружен французским астрономом Гийомом Бигурданом 18 ноября 1886 года с помощью рефрактора 30,48 см (12 дюймов).

## Описание
Этот астрономический объект представляет собой двойную звезду, который был описан Джоном Дрейером как «очень слабый, довольно маленький, рассеянный, пёстрый, но не разрешённый».
Объект расположен в созвездии Пегас на северном небе.
Объект датируется эпохой 2000.0. Его прямое восхождение, то есть угол, измеренный между эклиптикой и небесным экватором с вершиной в точке равноденствия, составляет 00ч 07м 0,5с, а его склонение, то есть высота дуги под этим углом, составляет +27° 38′ 7,7″. 

## Наблюдение
Астроном Гарольд Корвин (англ. Harold G. Corwin) утверждает, что положение точно соответствует положению более яркой звезды 15-й величины, которая является северо-восточным членом пары, и считает более слабую звезду частью объекта NGC только в том смысле, что её свет мог дать Бигурдану Гийом впечатление туманного объекта. Прецессированное положение Корвина отличается от полученного с помощью калькулятора прецессии NED, однако он часто ссылается на исходные наблюдения, и, если идентификация верна, то опубликованные Дрейером значения включают небольшие ошибки округления при приведении к 1860 координатам. В любом случае, есть общее мнение, что NGC 7839 — это либо более яркая звезда, либо пара звёзд, а не туманность.